# Crooner (film)
Crooner is een Amerikaanse muziekfilm uit 1932 onder regie van Lloyd Bacon.

## Verhaal
Teddy Taylor is een saxofoonspeler, die van zijn impresario de kans krijgt om een populaire zanger te worden. Zijn roem en rijkdom stijgen hem al spoedig naar het hoofd. Daardoor krijgt hij ruzie met zijn beste vriendin Judy Mason en ook zijn zangcarrière dreigt steil bergafwaarts te gaan. 

## Rolverdeling
| Acteur           | Personage       |
| ---------------- | --------------- |
| David Manners    | Teddy Taylor    |
| Ann Dvorak       | Judy Mason      |
| Ken Murray       | Peter Sturgis   |
| J. Carrol Naish  | Nick Meyer      |
| Guy Kibbee       | Mike            |
| Claire Dodd      | Constance Brown |
| Allen Vincent    | Ralph           |
| Edward J. Nugent | Henry           |
| William Janney   | Pat             |
| Teddy Joyce      | Mack            |

## Filmmuziek
- In a Shanty in Old Shanty Town
- Sweethearts Forever
- Three's a Crowd
- I Send My Love with These Roses
- You're Just a Beautiful Melody of Love